# ناتالی گال
ناتالیا ایوانونا گالکینا, که با نام اختصاری ناتالی گال شناخته میشود (روسی: Наталья Ивановна Галкина) یک مدل و هنرپیشه آمریکایی-روسی است. او با موفقیت به دنبال فرصتهای شغلی مدلینگ خود بوده است.

## اوایل زندگی
ناتالی گال (انگلیسی: Natalie Gal) زاده ۱۸ دسامبر ۱۹۸۵ در باتایسک، شوروی است. 